# Maxine Sanders
Maxine Sanders (nascida Arline Maxine Morris em 30 de Dezembro de 1946 em Cheshire) é uma Sacerdotisa proeminente e influente no mundo da Bruxaria / Wicca moderna e co-fundadora com seu falecido marido, Alex Sanders, da Tradição Alexandrina da Witchcraft.
Educada na religião católica romana, Maxine frequentou a Escola do Convento de St. Joseph em Manchester. Em 1964, enquanto estudante da Faculdade de Secretariado de Loreburn, Maxine foi iniciada no coven de Alex Sanders. Maxine e Alex passaram pela cerimonia de “handfast” no ano a seguir. Em 1968 o casal casou numa cerimonia civil em Kensington Londres. Eles viveram e praticaram a Craft no seu apartamento na cave em Notting Hill Gate, em Londres. Alex e Maxine tiveram dois filhos, Maya e Victor: Maya nasceu em 1967 e Victor nasceu em 1972. Os Sanders tornaram-se nomes bastante conhecidos durante o final dos anos sessenta e início dos anos setenta. Alex e Maxine dirigiram um coven de treino, hoje conhecido como "O Coven de Londres" (The London Coven), que foi o primeiro coven de treino na feitiçaria moderna.
Além da cobertura em massa dos mídia em geral, Maxine e Alex também gravaram o disco de vinil 'A Witch is Born', que foi lançado em 1970 e recentemente foi editado e re-lançado em forma de CD lançado por Logios Projects em 2014. O coven dos Sanders também apareceu em 'Legend of the Witches' (1970), 'Witchcraft' 70 '(1970) e 'Secret Rites' (1971) e em varios outros documentários. Várias biografias de Maxine Sanders foram publicadas: em 1976, "Maxine: The Witch Queen" e "The Ecstatic Mother, de Richard Deutch" em 1976. Mais recentemente, a autobiografia de Maxine "Firechild", publicada pela Mandrake de Oxford em 2007 .
Depois que Maxine e Alex se separaram, Maxine permaneceu no seu apartamento de Londres, onde, durante muitos anos, dirigiu seu próprio Coven conhecido como "O Templo da Mãe" (Temple of the Mother), que continuou a iniciar e treinar o Corpo Sacerdotal na Tradição Alexandrina da Witchcraft. Maxine também ensinou outros sistemas mágicos, incluindo Hermética e o Sistema Angélico de Magia. Os membros do Templo da Mãe foram também treinados na arte da cura e tornaram-se respeitados por ela e outras obras de caridade na comunidade em geral.
Maxine e Alex permaneceram em contato próximo até a morte de Alex em 1988. Pouco antes de sua morte ele estabeleceu Maxine como seu parente mais próximo.
Em 2000, Maxine mudou-se para Snowdonia, residindo ali até 2010, quando volta para a famosa Abbey Road de Londres. Hoje, Maxine, ensina ritual e magia no Coven de Abbey Road, um coven Alexandrino baseado em Londres. Durante o ano Maxine retorna a sua casa de campo em Snowdonia onde "as velhas bruxas trabalham ao lado do rio Tiegl que ruge no seu curso junto do círculo de pedras no jardim de Maxine". Maxine ainda viaja extensivamente dando palestras aos que se interessam por bruxaria.